# Drappotjärnarna (Sorsele socken, Lappland, 725842-157706)
Drappotjärnarna är en sjö i Sorsele kommun i Lappland och ingår i Umeälvens huvudavrinningsområde.